# Frantz Reichel
François Étienne (Frantz) Reichel (Parijs, 16 maart 1871 - aldaar, 24 maart 1932) was een Frans sporter.

## Carrière
Reichel nam in Olympische Zomerspelen 1896 aan het atletiek. In 
1900 werd hij olympisch kampioen rugby.
Reichel was secretaris-generaal van het organisatiecomité van de Olympische Zomerspelen 1924.
Reichel was van 1926 tot en met zijn dood in 1932 voorzitter van de Fédération Internationale de Hockey.

## Erelijst

### Rugby
- 1892: landskampioen met Racing club de France
- 1900: landskampioen met Racing club de France
- 1900:  Olympische Zomerspelen

### Atletiek
400 m
- 1896: series Olympische Zomerspelen

110 m horden
- 1891:  Frans kamp.
- 1896: series Olympische Zomerspelen

veldlopen
- 1890:  Frans kamp.
- 1891:  Frans kamp.

1 km snelwandelen
- 1893:  Frans kamp.

### Boksen
- 1904:  Frans kamp. zwaargewichten